# Fiatfalva
Fiatfalva (románul Filiaș) falu  Romániában Hargita megyében. 1952 óta Székelykeresztúrhoz tartozik.

## Fekvése
Székelykeresztúr belterületétől 1 km-re nyugatra a Nagy-Küküllő bal partján fekszik.

## Története
Ősidők óta lakott hely. Határában számos őskori és bronzkori maradvány került elő. Nagyerdő földje területén bronzkori erődített telepre bukkantak. Régi temetőjében bronzkori cserepeket és a falu középkori kápolnájának égett alapfalait tárták fel.
1910-ben 1016 magyar lakosa volt. A trianoni békeszerződésig Udvarhely vármegye Székelykeresztúri járásához tartozott.

## Látnivalók
- Református-unitárius közös temploma középkori eredetű, 1631-ben említik, mint egyezkedés tárgyát. 1803-ban átalakították, majd 1893-ban megújították.
- Az Ugron-kastély a falu nyugati részén a Küküllő partján áll. Helyén a 15. században a Geréb család udvarháza állott, melyet 1625-ben Geréb András Bethlen testőrkapitánya várkastélyként építtetett újjá, majd 1817-ben Mikó Miklós késő barokk stílusban átépíttette.
- A falutól délnyugatra a Sukoró-patak völgyében a Fejérszéknek nevezett területen iszapvulkánok találhatók.

## Híres emberek
- Itt született 1846-ban Kovács János a kolozsvári Unitárius Főgimnázium igazgatója.
- Itt született 1882-ben Kovács Lajos református lelkész, egyházi író, műfordító.